# Worse Than a Fairy Tale
Worse Than a Fairy Tale, album av Drop Dead, Gorgeous producerat av Ross Robinson som släpptes 2007. Albumet är ett konceptalbum där alla sånger handlar om en massmördare i en fiktiv amerikansk småstad. Varje sång behandlar ett av morden och ger även en ledtråd till vem mördaren är. I samband med albumsläppet lanserades även en webbplats där besökarna kan lösa mordgåtan.

## Låtlista
1. Red or White Wine?
2. Drawing the Devil
3. The Pleasure to End All Pleasures
4. Worse Than A Fairy Tale
5. They'll Never Get Me (Word With You)
6. It Sounded Like an Accident
7. 45223
8. Its Pretty Hard to Beat the King
9. Donner Party of Five
10. Saylor Lake
11. Bye Bye Blues (The Whole West Coast is Ruined)
12. I Want to Master Life and Death